# Parachironomus transversalis
Parachironomus transversalis är en tvåvingeart som först beskrevs av Jean-Jacques Kieffer 1922.  Parachironomus transversalis ingår i släktet Parachironomus och familjen fjädermyggor.
Artens utbredningsområde är Tyskland. Inga underarter finns listade i Catalogue of Life.